# Männer vom Morgenstern
Der Heimatbund der Männer vom Morgenstern (MvM) mit Sitz in Bremerhaven gehört mit seinen mehr als 1300 (auch weiblichen) Mitgliedern zu den wichtigsten heimatkundlichen Vereinigungen in Bremen und Niedersachsen. Das von ihm herausgegebene Jahrbuch ist eine bedeutende regionalhistorische Zeitschrift.
Im Vereinswappen der Männer vom Morgenstern ist das Großsteingrab Langen abgebildet.

## Geschichte

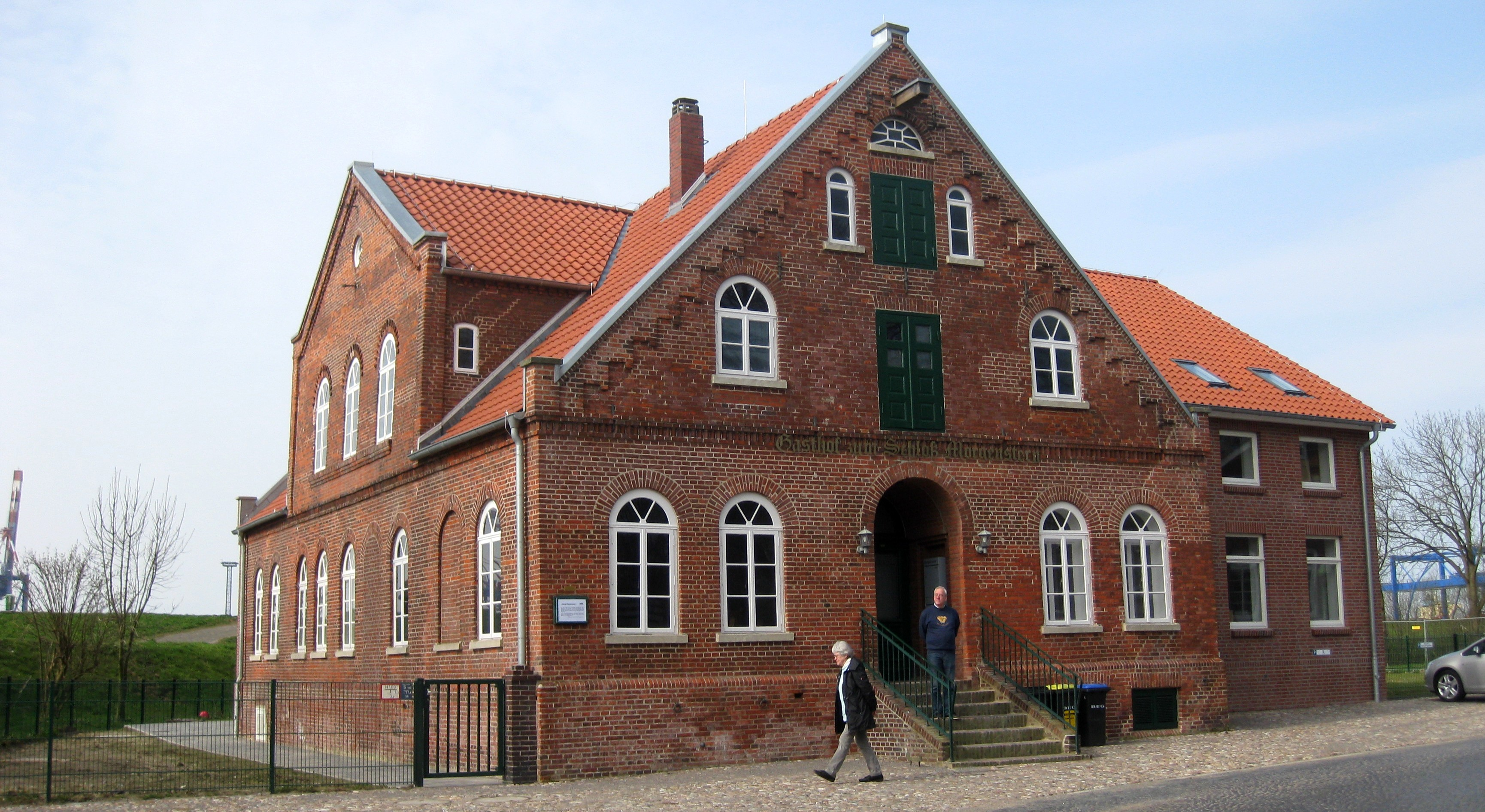
Schloss Morgenstern in Weddewarden

Der ungewöhnliche Name geht auf den ersten Vorsitzenden des Vereins, den aus Rechtenfleth an der Unterweser stammenden Marschendichter Hermann Allmers (1821–1902) zurück. An der Stelle der 1518 errichteten und zerstörten Burg Morgenstern gründete er 1882 im Weddewardener Gasthof Schloß Morgenstern die gesellige Runde der „Männer vom Morgenstern“. Daraus entwickelte sich der heutige Heimatbund. 1896 legte Jan Bohls eine vorgeschichtliche Sammlung in einem Haus Hafenstraße 6 an. Sie begründete das Morgenstern-Museum, aus dem das Historische Museum Bremerhaven wurde.

## Verbreitung
Sein Wirkungsbereich erstreckt sich über das ganze Elbe-Weser-Dreieck. Überwiegend sind es die nördlichen Gebiete des Königreichs Hannover (Land Wursten, Land Hadeln, Cuxhaven) und Bremerhaven. Die Mitgliedschaft ist nicht an einen Wohnsitz im Wirkungsbereich gebunden.

## Archäologie
Nach dem Tod von Hermann Allmers wandte sich der Heimatbund der Archäologie zu. Er sicherte zahlreiche Funde der Vor- und Frühgeschichte im Morgenstern-Museum am Geestemünder Hauptkanal. Besonders fruchtbar erwies sich die Zusammenarbeit mit Carl Schuchhardt aus Hannover, der frühmittelalterliche Wallanlagen wie die Pipinsburg (Sievern) erforschte. Durch die seit 1898 erscheinenden Jahrbücher und weitere Buchveröffentlichungen erwies sich der Heimatbund als wichtiger Geschichtsverein im Raum um Bremerhaven und Cuxhaven.

## Hermann-Allmers-Preis, Mühlenstiftung, Würdigung

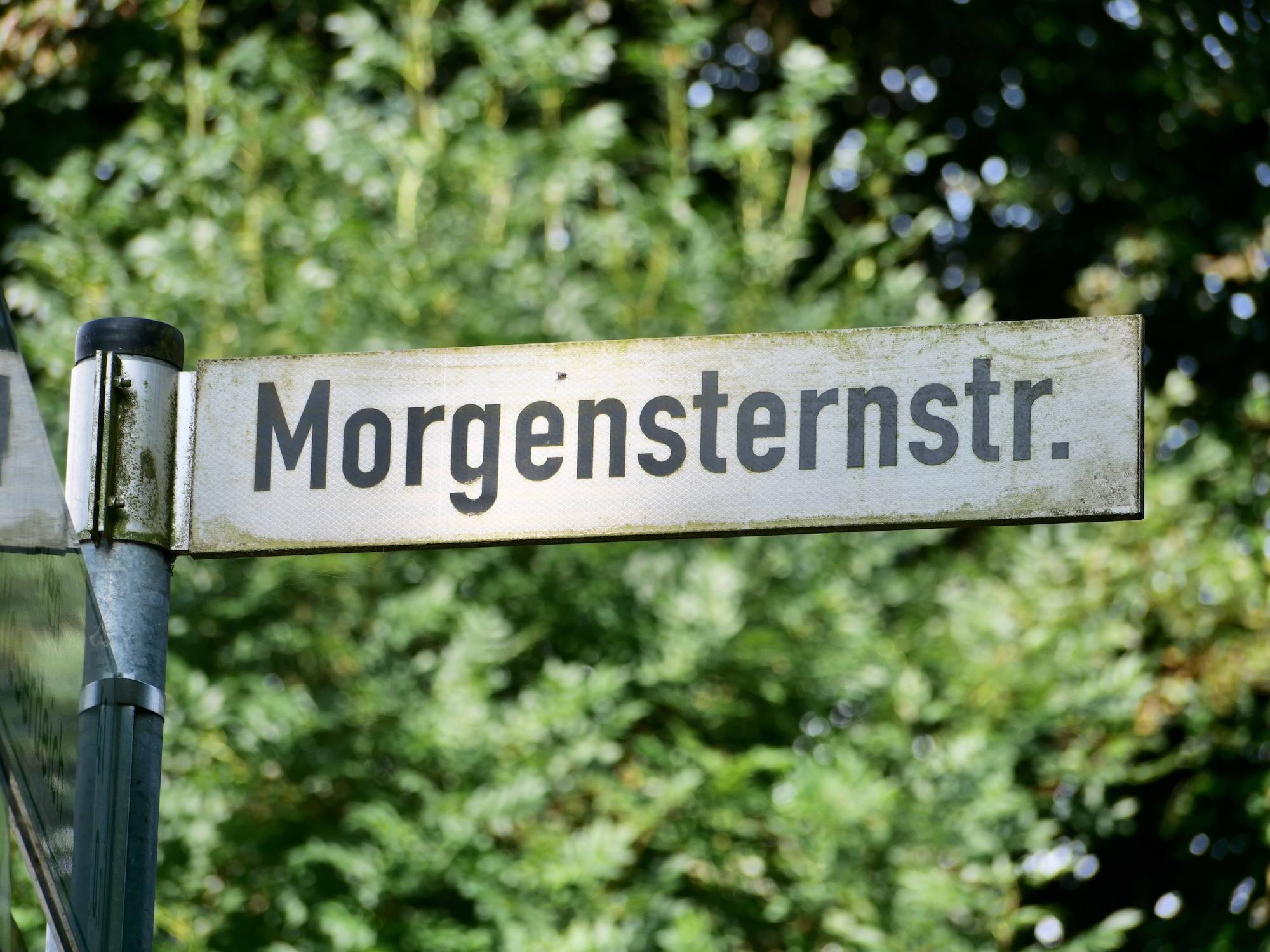
Straßenschild in Weddewarden

Auf Initiative des Vereins wird seit 1957 alle zwei Jahre der Hermann-Allmers-Preis an verdiente Heimatforscher verliehen. Er ist mit 3000 € dotiert und wird von dem Heimatbund der Männer vom Morgenstern, dem Rüstringer Heimatbund, den Städten Bremerhaven und Cuxhaven sowie dem Landkreis Cuxhaven und dem Landkreis Wesermarsch getragen.
Der Heimatbund sichert die Erhaltung der regionalen Wind- und Wassermühlen durch die 1979 in Zusammenarbeit mit der Weser-Elbe-Sparkasse errichtete Mühlenstiftung, die seitdem mehr als 250.000 € an Beihilfen an örtliche Mühlenbesitzer und Vereine ausschütten konnte.
In Weddewarden trägt die Straße, die auf Schloss Morgenstern zuläuft, den Namen Morgensternstraße.

## Ziele
Nach seiner Satzung wollen die Männer vom Morgenstern
1. die Heimat, ihre Geschichte und Natur erforschen
2. die Kultur und Natur der Heimat pflegen und schützen
3. die niederdeutsche Sprache lebendig erhalten
4. die familienkundliche Forschung unterstützen
5. das Schrifttum dieser Bereiche besonders fördern.

### Zusammensetzung und Satzungsbedingungen
Die wichtigsten Organe des Heimatbundes sind der Vorstand, der Beirat und die Hauptversammlung. Während der auf drei Jahre gewählte Vorstand die laufenden Geschäfte führt, wird er vom Beirat (mit höchstens 40 Vereinsmitgliedern) unterstützt, in dem die Arbeitsgemeinschaften, die Vorsitzenden befreundeter Vereine und besonders sachkundige Mitglieder vertreten sind. Der Beirat kommt nach Bedarf, mindestens jedoch einmal im Jahr zur gemeinsamen Sitzung mit dem Vorstand zusammen. Mindestens einmal jährlich ist die Hauptversammlung abzuhalten. Zu ihren Aufgaben gehört insbesondere die Wahl des Vorstands und der Beschluss von Satzungsänderungen.

### Vorsitzende
- Hermann Allmers
- Erich von Lehe
- Gustav von der Osten
- Hermann Bulle
- Karl Lohmeyer
- Ernst Klemeyer
- Heinrich Egon Hansen
- Johannes Göhler
- Nicola Borger-Keweloh

## Allmers-Gesellschaft
Die befreundete Hermann-Allmers-Gesellschaft betreut in Rechtenfleth das Allmers-Haus und die Grabanlage auf dem dortigen Friedhof. Sie verwaltet den Nachlass des Dichters und erforscht seine Nachwirkung.

## Publikationen, Museum und Bibliothek
Mannigfaltige Ergebnisse wissenschaftlicher landeskundlicher Forschungen aus der Region an Elb- und Wesermündung werden alljährlich in einem Jahrbuch zusammengefasst, das jedes Mitglied der MvM erhält; der Bezug ist im Mitgliedsbeitrag enthalten. Es ist eine wichtige historische Publikationsmöglichkeit der Region und enthält neben den wissenschaftlichen Beiträgen auch einen ausführlichen Rezensionsteil.
Außerdem werden Sonderveröffentlichungen in Buchform herausgegeben, welche die Mitglieder zu Vorzugspreisen erwerben können. Seit vielen Jahren erscheint monatlich als Beilage der Nordsee-Zeitung das Mitteilungsblatt der MvM, das Niederdeutsche Heimatblatt, mit kleineren Abhandlungen zur Heimatforschung und Heimatpflege sowie Nachrichten aus dem Vereinsleben. Das Niederdeutsche Heimatblatt steht auch Online auf der Homepage der Morgensterner.
Das Morgenstern-Museum wird als Historisches Museum Bremerhaven in einem Neubau am Ufer der Geeste weitergeführt.
Die Vereinsbibliothek mit etwa 12.000 Buchtiteln und 130 Zeitschriften ist auch für heimatkundlich interessierte Nichtmitglieder geöffnet. Mitglieder dürfen Bücher ausleihen. Die Bibliothek der MvM befindet sich im Schloss Morgenstern, Burgstraße 1.

## Veröffentlichungen
- Jahrbuch. Männer vom Morgenstern. Heimatbund an Elb- und Wesermündung, ISSN 0931-8313, ZDB-ID 217887-4
- Familienkunde an Elb- und Wesermündung, 1985 ff., bisher 6 Bände
- Flurnamenkundliche Reihe des Heimatbundes der Männer vom Morgenstern, 2002, bisher 1 Band
- Neue Reihe der Sonderveröffentlichungen, 1978 ff., bisher 57 Bände
- Quellen zur Familienforschung zwischen Elb- und Wesermündung
  - Band 1: Land Wursten, 1996 ff., bisher 14 Hefte
  - Band 2: Börde Beverstedt, 1999 ff., bisher 5 Hefte
  - Band 3: Altkreis Neuhaus a. d. Oste, 2003 ff., bisher 8 Hefte
  - Band 4: Land Hadeln, 2005 ff., bisher 2 Hefte